# 고온항
고온항은 경기도 화성시 우정읍 매향1리 연안에 있는 어항이다. 2006년 1월 2일 화성시에서 어촌정주어항으로 지정하였다. 관리청은 화성시장이다.

## 어항 연혁
매향리는 ‘매화향기 그윽한 마을’을 뜻하고 ,마을 바닷가 모래톱에 매화꽂이 무성하여 매화꽃이 활짝 피어오를 때면 그 향기가 온 마을을 진동한다고 하여 붙여진 이름이다.

## 어항구역
본 항의 어항구역은 다음과 같다.
- 수역: 우정읍 매향1리 고온항 물량장좌측 기아 산업 제방기점 ㉮점에서, 제방을 포함한 520m전방의 고온항 방파제구간 ㉯점(방파제와의 이격거리 20m)과, 이 점의 우측 방파제 직선구간 끝점 ㉰점(선착장 전면   50m구간)에서 선착장을 따라 최종 종단부로부터 50m 전방의 ㉱점 및 이점의 우측 북동쪽 300m기점의 ㉲점, 이점의 우측 육상부(옹배틈) 쪽 ㉳점과, 이점에서 선착장 진입로 방향의 ㉴점(회센타 진입로를 제외한 내측 해역) 및 이 점에서 물량장 방향 끝단부의 ㉵점(마을안길을 제외한 내측 해역)을 연결하는 내측 국공유지 및 공유수면 일원(307,509m2)
- 육역: 5,171m2

## 어항 시설
1983년에 선착장 30m 축조를 시작으로 선착장 756m, 방파제 736m, 물량장 289m로 축조됐다.

## 개발 계획
- 화성시는 2013년까지 97억을 들여 고온항을 정비할 계획이다.[2]

## 주요 어종
- 바지락, 꽃게, 낙지, 주꾸미, 망둑어, 노래미 등